# Йосипівка (Кам'янець-Подільський район)
Йосипі́вка — село в Україні, у Закупненській селищній громаді Кам'янець-Подільського району Хмельницької області.

## Географія
Село Йосипівка розташоване на подільській височині через поселення протікає річка Муха.

### Клімат
Йосипівка знаходяться в межах вологого континентального клімату із теплим літом. За рахунок відсутності людей, природа повертає своє, обійстя засіються само-насадження, відновлюються лісові насадження.

## Історія
Село згадується у грамоті 30 вересня (9 жовтня за новим стилем) 1442 року серед сіл Камінецького повіту, які король Владислав надає шляхтичу Сеньку Козловському.
Внаслідок поразки Перших визвольних змагань на початку XX століття, село надовго окуповане російсько-більшовицькими загарбниками.
Радянська окупація принесла колективізацію та розкуркулення, мешканці села зазнали репресій. Багатьох частинах Поділля відбувались масові селянські повстання, проти радянської влади.
По закінченню Другої світової війни у 1946—1947 роках мешканці села вчергове пережили голод
З 1991 року в складі незалежної України.
12 червня 2020 року шляхом об'єднання сільських рад, село увійшло до складу Закупненської селищної громади.
17 липня 2020 року, в результаті адміністративно-територіальної реформи та ліквідації Чемеровецького району, село увійшло до складу Кам'янець-Подільського району.
У зареєстрованих господарствах є спадкоємці, тому село не зникає з карти. По всій країні таких мертвих сіл сотні, якщо не більше. Державні структури досить погано працюють в цьому напрямку, одні поселення потрібно вивести з реєстрів, через відсутність мешканців, інші, особливо коло великих міст, перевести у вищі категорії населених пунктів.

## Населення
Населення становить 22 особи на 2001 рік.
Станом на 2022 рік селі не залишилось жодного постійно проживаючого жителя.

### Мова
У селі були поширені західноподільська говірка та південноподільська говірка, що відносяться до подільського говору, який належить до південно-західного наріччя.
Розподіл населення за рідною мовою за даними перепису 2001 року:
| Мова       | Відсоток |
| ---------- | -------- |
| українська | 100%     |

## Світлини

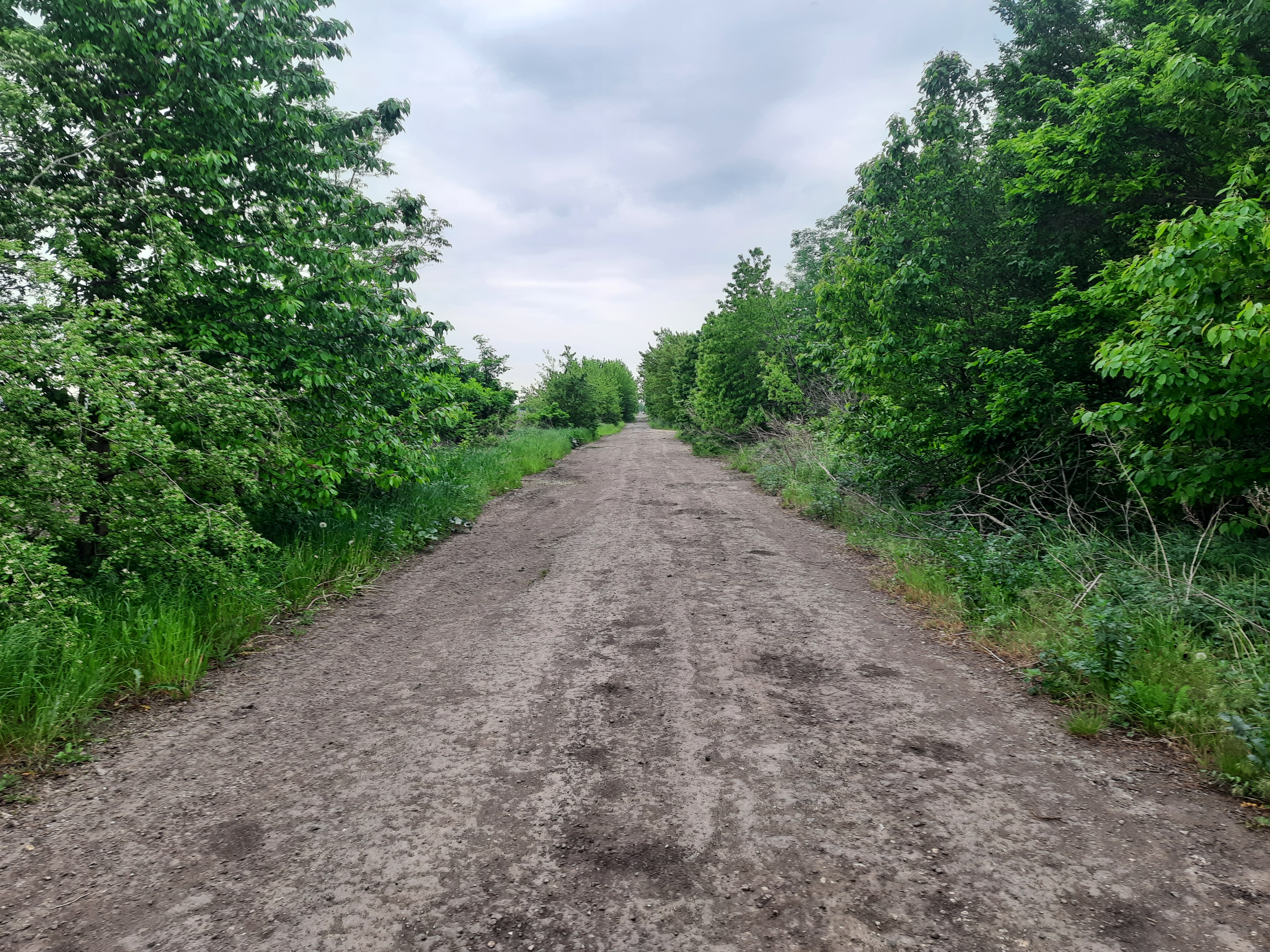
Дорога на село Йосипівка